# تئاتر وحشت یاکوزا: سر گاو
تئاتر وحشت یاکوزا: سر گاو (به ژاپنی: 極道恐怖大劇場 牛頭 ＧＯＺＵ, Gokudō kyōfu dai-gekijō: Gozu) عنوان یک فیلم کالت ژاپنی به کارگردانی تاکاشی میکه و نویسندگی ساکیچی ساتو است.

## داستان
از لحاظ ساختاری فیلم سر گاو توالی‌ای از صحنه‌های عجیب و غریب در میان داستانی از جستجوی میامی برای یافتن برادرش اوزاکی، عضو یک باند یاکوزا در شهری کوچک، است که جستجوهای پراکنده در اسطوره‌های یونانی را یادآور می‌شود.

## واکنش‌ها
این فیلم کم بودجه در ابتدا قرار بود که بر روی دی‌وی‌دی توزیع شود اما در جشنواره فیلم کن با واکنش‌های مثبتی روبرو شد که منجر به تضمین اکران سینمایی فیلم در کشورهای خارجی شد. فیلم غالباً با نقدهای مثبتی با اشاره منتقدان به ماهیت عمیق سوررئال و گسیخته فیلم در نیویورک تایمز بی‌بی‌سی و واشنگتون پست و سایت‌های اینترنتی مثل آی‌ام‌دی‌بی و راتن تومیتوز روبرو شد.

## بازیگران
- هیدکی سونه - مینامی
- شو آیکاوا - اوزاکی
- کیمیکا یوشینو - اوزاکی مونث
- رنجی ایشیباشی - رئیس